# Tehovec, Medvode
Tehovec este o localitate din comuna Medvode, Slovenia, cu o populație de 23 de locuitori.